# Сонорика
Соно́рика, соно́рная те́хника (нем. Sonorismus, англ. sonorism; от лат. sonorus — звонкий, звучный) — техника современной музыкальной композиции, оперирующая темброзвучностями как таковыми, сообразно их специфическим имманентным закономерностям. 

## Краткая характеристика

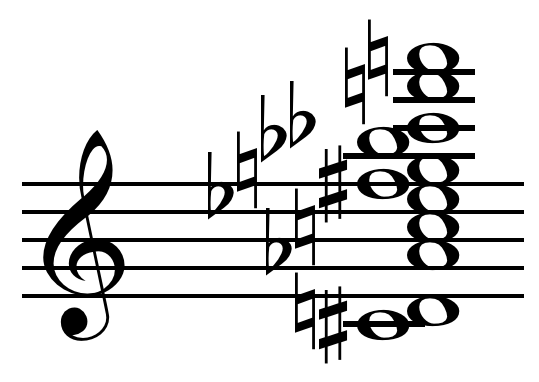
Пример сонора из произведения Эрнста Кшенека

Авторы сонорной композиции трактуют группу из множества звуков как единый колористический и/или экспрессивный комплекс — соно́р (термин Ю. Н. Холопова). В соноре, в отличие от аккорда, слух человека не дифференцирует отдельные элементы звуковысотной структуры. Типичный пример сонора — кластер.
Яркие примеры сонорной гармонии: «Атмосферы» Д. Лигети (1961), «Плач по жертвам Хиросимы» («Трен», 1960), обе пьесы «De natura sonoris» (1966, 1971) К. Пендерецкого, вторая часть Второй симфонии В. Лютославского (1967), вторая часть Концерта для фагота и низких струнных С. А. Губайдулиной (1975), I ч. Третьей симфонии А. Я. Эшпая (1964). Проявления сонорики как активизации темброкрасочного начала отмечались в музыке А. Шёнберга, А. Берга, Б. Бартока, С. С. Прокофьева, Д. Д. Шостаковича и у других композиторов.
К сонорике иногда также причисляют «статистическую» композицию К. Штокхаузена, «стохастическую» музыку Я. Ксенакиса, «технику звукокрасочных полей» (нем. Klangfarbenfeldtechnik) Э. Салменхаара, «кластерную технику» Г. Коуэлла.
Разработкой теории сонорики в России специально занимался ученик Холопова А. Л. Маклыгин (автор диссертации «Сонорика в музыке советских композиторов», защищённой в 1986 году). Отчасти на формирование теории сонорики повлияли идеи польского музыковеда Ю. Хоминьского (который в 1961 году ввёл термин «сонористика»), С. А. Губайдулиной (три «дерева» эволюции музыки), пианиста и теоретика музыки П. Н. Мещанинова (так называемая «эволюционная элементарная теория музыки»).

## Сонорика и сонористика
Российские музыковеды используют термин «сонорика» наряду с термином «сонористика», пытаясь придать им разный смысл. А. Л. Маклыгин (1990) определял сонорику как «музыку звучностей, в которой при ярком ощущении краски звучания различается лишь меньшая часть образующих его тонов», сонористику — как «музыку темброзвучностей (без определённой высоты и эффекта тоновости), которые воспринимаются как целостные, не делимые на тоновые части красочные блоки». В реальных сонорных композициях эммелические (высотно определённые, «делимые на части») и экмелические (высотно неопределённые, «не делимые на части») созвучия зачастую используются в пределах одной пьесы (например, внутри одного её формального раздела); в подобных случаях различение «сонорики» и «сонористики» (в указанном понимании) не имеет практического смысла. 
Польские музыковеды, настаивая на различии «соноризма» (пол. sonoryzm) и «сонористики» (пол. sonorystyka), дают противоречивые и порой обескураживающие определения обеих техник. Так, изобретатель термина «сонористика» Хоминьский в 1961 году называл сонористикой «новую область знания, предметом которой является звуковая техника в музыке [XX века]», а в 1990 году он же определял сонористику как технику современной композиции, «аналогичную гармонии, контрапункту и оркестровке», «сущность которой — в концентрации на звуковых свойствах музыкального материала и включении немузыкальных звуков». Сонорику же польский автор Збигнев Гранат (2008) определял как «стиль польской музыки 1960-х годов, для которого характерны контрасты инструментовки, фактуры, тембра, артикуляции, динамики, движения и экспрессии, трактуемые как первичные формообразующие элементы», из чего следует, что описанные (выше) примеры из венгерской и русской музыки XX века сонорикой не являются.